# غده مقعدی

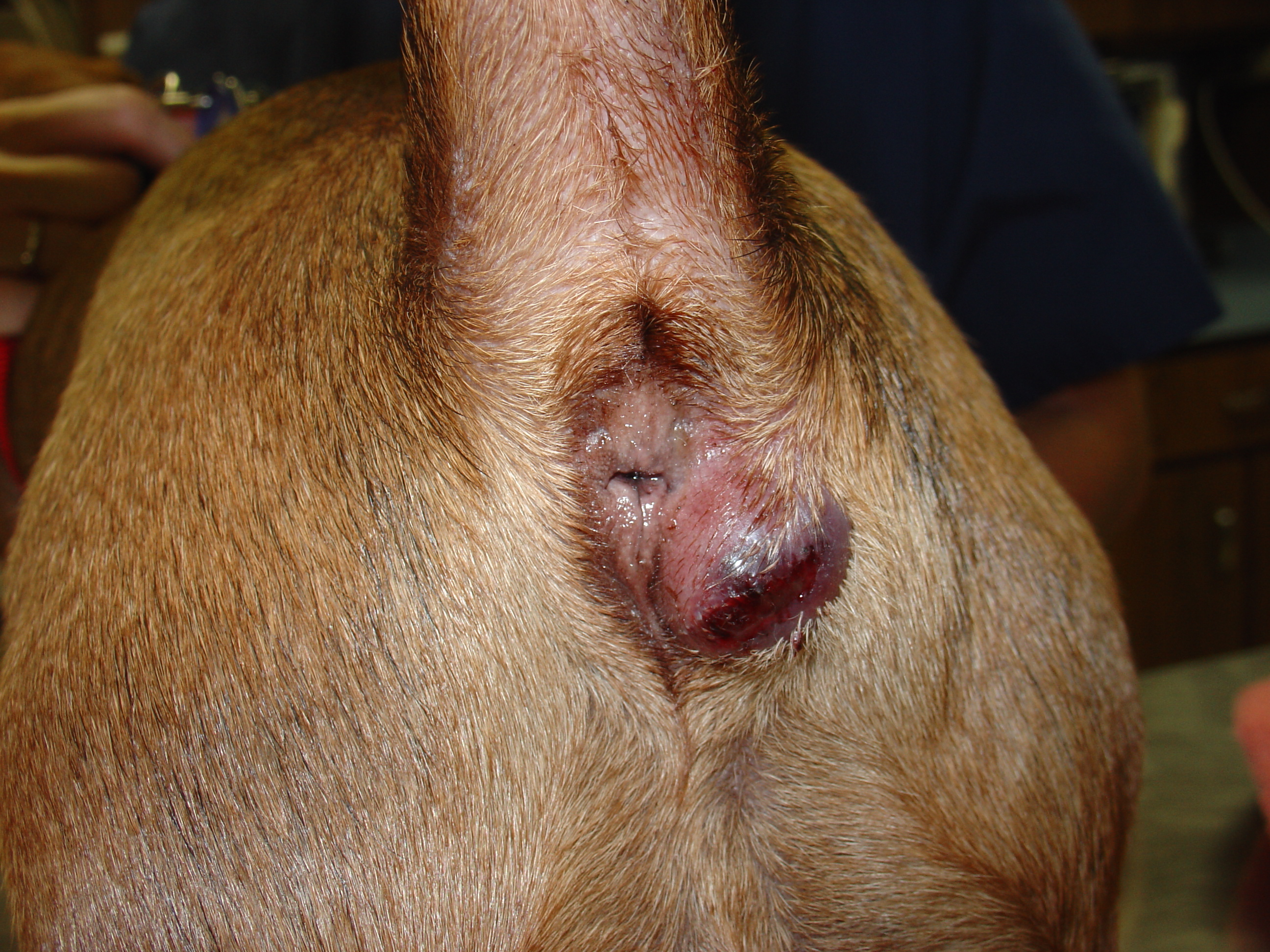
دمل بر روی غده مقعدی یک سگ

غدهٔ مقعدی یا کیسهٔ مقعدی (به انگلیسی: Anal gland)، غده‌هایی هستند که در نزدیکی مقعد قرار دارند و در بسیاری از پستانداران از جمله سگ و گربه دیده می‌شوند. این غده‌ها در اصل یک جفت کیسه اند که در دو سوی مقعد، میان اسفنکتر بیرونی و اسفنکتر درونی مقعد قرار دارند. غدد چربی در این کیسه‌ها مایعی را ذخیره می‌کند که جانداران از آن برای شناسایی اعضای گونهٔ خود استفاده می‌کنند. این کیسه‌ها در میان بسیاری از گوشت‌خوارسانان از جمله گرگ، خرس، سمور دریایی و خرسک دم‌حلقه‌ای دیده می‌شود.

## انسان
این غده‌ها در انسان در دیوارهٔ کانال مقعدی جای گرفته و به کمک مجراهای مقعد پنهان شده‌است؛ عمق جایگیری این غده‌ها در دیواره متفاوت است، جایی میان لایه‌های اسفنکتر بیرونی و اسفنکتر درونی قرار دارند. احتمالاً به دلیل برخورد این غده‌ها با مواد خارجی و آبسه مقعد یا دیگر مشکلات این غده‌ها به داخل مقعد رانده شده‌اند و کارایی خود را از دست داده‌اند.